# Grande Aceleração
A Grande Aceleração é o aumento dramático, contínuo e simultâneo de uma grande variedade de ações humanas, registrado pela primeira vez em meados do século XX e continuando pelo início do século XXI adentro. Dentro do conceito da épocas proposta para o Antropoceno, essas medidas são especificamente aquelas do impacto da ação humana na geologia da Terra e seus ecossistemas. Dentro da época do Antropoceno, a Grande Aceleração pode ser classificada de várias maneirasː como sua única idade até o momento, uma de suas muitas idades (dependendo da data de início proposta para a época) ou sua característica definidora que, portanto, não é uma idade, bem como outras classificações.